# Bieżywody
Bieżywody [pronunciación en polaco: /bjɛʐɨˈvɔdɨ/] es un pueblo ubicado en el distrito administrativo de Gmina Czarnocin, dentro del condado de Piotrków, voivodato de Łódź, en el centro de Polonia. Se encuentra aproximadamente a 4 kilómetros al noreste de Czarnocin, a 21 kilómetros al norte de Piotrków Trybunalski, y a 29 kilómetros al sureste de la capital regional, Łódź. 